# خوان بالاسيوس (كرة سلة)
خوان بالاسيوس (بالإسبانية: Juan Tello Palacios) مواليد 11 مايو 1985 في ميديلين، هو لاعب كرة سلة كولومبي. بدأ مسيرته الاحترافية في سنة 2008. يلعب في الدوري التركي لكرة السلة كلاعب وسط. يحمل الرقم 11. يبلغ طوله 6 قدم 9 بوصة (2.1 م).

## المسيرة الاحترافية
لعب مع سي بي غران كناريا في الدوري الإسباني في موسم 2011–2012، ثم لعب مع جاي إس إف نانتير في الدوري الفرنسي في سنة 2013، ثم لعب مع ليتوفوس رايتس في موسم 2013–2014، ثم لعب مع نادي كارشياكا لكرة السلة من سنة 2014 إلى 2016، ثم لعب مع نادي طوفاس الرياضي في الدوري التركي في سنة 2017.

## إحصائيات المسيرة

### الدوري الأوروبي
| السنة   | الفريق        | لعب | بدأ | دقيقة | ميداني% | ثلاثية | حرة  | ارتداد | صنع | استلاب | تصدي | نقطة | أداء |
| ------- | ------------- | --- | --- | ----- | ------- | ------ | ---- | ------ | --- | ------ | ---- | ---- | ---- |
| 2013–14 | ليتوفوس رايتس | 10  | 9   | 25.2  | .444    | .000   | .743 | 5.6    | 1.4 | .8     | 1.1  | 10.0 | 10.6 |

### بطولات الدوري المحلية
| الموسم  | الفريق                      | الدوري                                  | لعب | دقيقة | ميداني% | ثلاثية | حرة  | ارتداد | صنع | SPG | تصدي | نقطة |
| ------- | --------------------------- | --------------------------------------- | --- | ----- | ------- | ------ | ---- | ------ | --- | --- | ---- | ---- |
| 2008-09 | نادي فيتش لكرة السلة        | الدوري الإسباني الدرجة الثانية          | 30  | 19.6  | .489    | .256   | .649 | 4.1    | .7  | .7  | .2   | 8.6  |
| 2009-10 | نادي دي لا بالما لكرة السلة | الدوري الإسباني الدرجة الثانية          | 34  | 26.7  | .461    | .227   | .808 | 6.6    | 1.8 | 1.2 | .3   | 13.1 |
| 2010-11 | نادي دي لا بالما لكرة السلة | الدوري الإسباني الدرجة الثانية          | 29  | 27.6  | .509    | .316   | .742 | 6.5    | 1.9 | 1.5 | .3   | 16.9 |
| 2011-12 | سي بي غران كناريا           | الدوري الإسباني لكرة السلة              | 31  | 19.2  | .456    | .286   | .793 | 4.3    | .7  | .6  | .1   | 7.6  |
| 2012    | غيريروس دي بوغوتا           | الدوري الكولومبي لكرة السلة             | ?   | ?     | ?       | ?      | ?    | ?      | ?   | ?   | ?    | ?    |
| 2012-13 | جاي إس إف نانتير            | الدوري الفرنسي لكرة السلة الدرجة الأولى | 22  | 18.6  | .467    | .462   | .600 | 4.6    | 1.0 | .9  | .3   | 7.4  |
| 2013-14 | ليتوفوس رايتس               | الدوري الليتواني لكرة السلة             | 26  | 23.2  | .598    | .250   | .630 | 6.7    | 2.1 | 1.5 | .3   | 14.4 |
| 2013-14 | ليتوفوس رايتس               | دوري اتحاد في تي بي                     | 24  | 25.5  | .581    | .500   | .711 | 6.5    | 2.0 | 1.1 | .3   | 13.3 |
| 2014-15 | نادي كارشياكا لكرة السلة    | الدوري التركي لكرة السلة                | 42  | 26.9  | .474    | .111   | .667 | 6.8    | 2.1 | 1.1 | .3   | 12.1 |

## روابط خارجية
- خوان بالاسيوس على موقع الاتحاد الدولي لكرة السلة (الإنجليزية)
- خوان بالاسيوس على موقع الدوري الأوروبي لكرة السلة (الإنجليزية)
- خوان بالاسيوس على موقع الدوري الإسباني لكرة السلة (الإسبانية)
- خوان بالاسيوس على موقع كرة السلة الأوروبية.كوم (الإنجليزية)
- خوان بالاسيوس على موقع كلية كرة السلة في سبورتس رفرنس.كوم (الإنجليزية)
- خوان بالاسيوس على موقع ريلجم (الإنجليزية)
- خوان بالاسيوس على موقع بروبوليرز (الإنجليزية)
- خوان بالاسيوس على موقع سبورتس رفرنس (الإنجليزية)